# Льоринець
Льоринець (пол. Loryniec) — село в Польщі, у гміні Косьцежина Косьцерського повіту Поморського воєводства.
Населення — 169 осіб (2011).
У 1975-1998 роках село належало до Гданського воєводства.

## Демографія
Демографічна структура станом на 31 березня 2011 року:
|          | Загалом | Допрацездатний вік | Працездатний вік | Постпрацездатний вік |
| -------- | ------- | ------------------ | ---------------- | -------------------- |
| Чоловіки | 89      | 20                 | 61               | 8                    |
| Жінки    | 80      | 16                 | 45               | 19                   |
| Разом    | 169     | 36                 | 106              | 27                   |